# Эластомер
Эластоме́ры — полимеры, обладающие высокоэластичными свойствами и вязкостью. Резиной или эластомером называют любой упругий материал, который может растягиваться до размеров, во много раз превышающих его начальную длину (эластомерная нить), и, что существенно — возвращаться к исходному размеру, когда нагрузка снята.
Не все аморфные полимеры являются эластомерами. Некоторые из них являются термопластами. Это зависит от их температуры стеклования: эластомеры обладают низкими температурами стеклования, а термопластики — высокими. (Это правило работает только для аморфных полимеров, а не для кристаллизующихся.)
Также эластомером называют часть амортизатора, выполняющую роль демпфера в пружинно-эластомерных вилках.

## Классификация
Все эластомеры по химическому составу разделяют на следующие группы:
- (М) карбоцепные с полностью насыщенной углеродной цепью
- (R) карбоцепные с ненасыщенной углеродной цепью
- (С) хлорсодержащие
- (N) азотсодержащие
- (F) фторсодержащие
- (O) кислородсодержащие
- (А) гетероцепные (кремний, кислород)
- (Y) термопластичные
- (T) гетероцепные (сера)
- (U) гетероцепные (кислород, азот)

## Примеры эластомеров
Типичные эластомеры — различные каучуки и резины.
Ненасыщенные резины, которые могут быть вулканизированы при помощи соединений серы:
1. Натуральный каучук (Natural Rubber).
2. Синтетический Полиизопрен (IR, Polyisoprene, СКИ):
  - Бутилкаучук (IIR, сополимер изобутилена и изопрена).
  - Галогенированные бутиловые резины — хлорбутилкаучук (CIIR, Chloro Butyl Rubber) и бромбутилкаучук (BIIR, Bromo Butyl Rubber).
3. Бутадиеновый каучук (BR, СКБ):
  - Бутадиенстирольный каучук (SBR, сополимер полистирола и полибутадиена).
  - Бутадиен-нитрильный каучук (сополимер полибутадиена и акрилонитрила, NBR, пербунан, СКН, БНКС).
  - Гидрированный бутадиен-нитрильный каучук (HNBR, Hydrated Nitrile Rubbers) — Therban и Zetpol.
4. Хлоропреновый каучук (CR, Chloroprene Rubber), полихлоропрен, Неопрен, Baypren, Наирит и т. п.
5. Полисульфидные каучуки.

Насыщенные каучуки, которые не вулканизируются при помощи соединений серы:
- Этилен-пропиленовый каучук (EPR, ethylene propylene rubber, сополимер на основе полиэтилена и полипропилена) и этилен-пропилен-диеновый каучук (EPDM, ethylene, терполимер полиэтилена, полипропилена и диеновых компонентов).
- Эпихлоргидриновый каучук (ECO).
- Полиакриловый каучук (ACM, ABR).
- Силиконовый каучук — силиконовая резина (SI, Q, VMQ, СКТ).
- Фторсиликоновый каучук (FVMQ, Fluorosilicone Rubber).
- Фторкаучук (FKM, FPM, СКФ) — Viton, Tecnoflon, Fluorel и Dai-El.
- Перфторэластомеры (FFKM).
- Тетрафторэтилен/пропиленовый каучук (FEPM).
- Хлорсульфат-полиэтилен (CSM, ХСПЭ, Гипалон).
- Этиленвинилацетат (EVA).
- Термопластический полиуретанэластомер (TPU, Ecopur).

Другие эластомеры:
- Термоэластопласты (TPE), такие как Hytrel, Santoprene, пр.
- Полиуретан.
- Резилин, эластин.